# 奇跡の人 (スターリンのアルバム)
『奇跡の人』（きせきのひと）は、日本の ロックバンドであるスターリンの通算6枚目のオリジナルアルバム。
1992年11月21日にアルファレコードから発売された。前作『STREET VALUE』よりおよそ1年4ヶ月ぶりにリリースされた作品であり、作詞は全曲遠藤ミチロウ、作曲は遠藤の他に斉藤律、安達親生が行い、プロデューサーは岡野ハジメと吉田仁によるユニットであるQUADRAPHONICSが担当している。また、アルバムの最後に収録されている「ライド・オン・タイム」は山下達郎の曲のカバーであるが、原曲とまったく違う作品に仕上がっておりノイズを多用したサウンドの曲になっている。本作は先行シングルは存在せず、「ライド・オン・タイム」が後にシングルカットされており、山下本人も自分の曲のカバーの中でも特に気に入っていると発言した。
メンバーの実力が格段に上がった事や岡野をプロデューサーに起用した事で大きな変化がもたらされたほか、ポップさやザ・スターリン時代の攻撃性、更に当時の流行であったグランジ色も盛り込まれた作品となっている。ジャケットのデザインは、漫画家の小林よしのりが手がけている。前作までのアルバムの売り上げの不振、さらにアルファレコードの経営難によりサンプル盤すら無いため宣伝活動もろくにできず、売り上げは期待以下となった。新生スターリンの6枚目にして最後のアルバムであったが、レコード会社の倒産により後に廃盤となっている。
同年に本作を受けてのライブツアーが行われたが、12月14日の新宿RUIDOでの公演を最後にスターリンは活動停止、翌1993年に解散を宣言する事となった。

## 背景
前作『STREET VALUE』をリリース後、12月21日には同アルバムのライブツアーから選曲されたライブアルバム『行方不明 〜LIVE TO BE STALIN〜』がリリースされた。
同時期に遠藤が単身渡米した際に、音楽誌『Maximumrocknroll』の編集長がザ・スターリンのファンであった事から現地でのライブを要請され、急遽現地調達による寄せ集めのメンバーでサンフランシスコにてライブを行った。アメリカ合衆国ではザ・スターリンのアルバム『虫』（1983年）のジャケットが忍者に見える事から異常な売れ行きを示していたため現地でも一定の知名度があり、ライブは大盛況となった。しかし、現地ではバンド名の皮肉が伝わらず、「おまえはコミュニストか?」と質問されたという。また、子供の頃より西部劇を好んでいた遠藤はインディアンに対する関心が強かった事もあり、モーリー・ロバートソンと共にホピ族の居留地であるアリゾナ州を訪れる事となった。そこでまたも現地の高校生などをバンドメンバーとして簡単なリハーサルのみ行い、「ホピ・スターリン」の名でスターリン関連の曲を数曲演奏した。
翌1992年に入り、バウハウスからの影響でダイナソーJr.などを愛聴していた遠藤はグランジに傾倒し、スマッシング・パンプキンズの初来日公演の一つである2月24日の川崎CLUB CITTA'公演の前座でスターリンとして出演した。しかし、他のメンバーはなぜ遠藤がこの前座出演に固執していたのかは理解していなかった。
同年夏、遠藤はナバホ族の聖地であるビッグマウンテンにて開催されるサンダンスの儀式を体験するため再度単身渡米、この時にナバホ族の集落で「インディアン・ムーン」を制作する。

## 録音
本作のレコーディングは同年にパワーハウススタジオとスタジオソナタクラブにて行われた。アルバム『殺菌バリケード』以来でギターとしてナポレオン山岸が参加している他、キーボードとして潮崎裕己が参加している。
プロデューサーは後にL'Arc〜en〜Cielのプロデュースを手がける事になる岡野ハジメとSALON MUSICの吉田仁によるユニットQUADRAPHONICSが担当した。岡野は1977年にスペース・サーカスのベーシストとしてデビューし、ショコラータ、東京ブラボーなどを経てPINKに参加。一方の吉田は竹中仁見と共にSALON MUSICを結成、1980年より活動開始。1989年にPINKが活動停止した後に、二人のユニットとしてQUADRAPHONICSを結成、2枚のアルバムを発表していた。
当時グランジに傾倒していた遠藤はその路線でアルバムを制作するつもりであったが、他のメンバーがグランジに対する理解がなかったため、プロデューサーを付けて強引に制作に踏み切る事となった。遠藤は楽器がほとんど弾けない事から演奏に口出ししても誰も耳を貸さないため、プロデューサーに言わせる形でレコーディングを進めていった。
QUADRAPHONICSの二人はギャラを受け取らず、制作費の管理からスタジオの選定まで全てを自身で行うというスタンスでアルファレコードと交渉した。吉田は主に金銭面の事を担当していたため、音楽的な部分のイニシアチブは岡野が握る事となった。岡野はデモテープを基に構成を矢継ぎ早に決定して行き、これに関して三原は「今までやってきた事とは随分アレンジのテイストが違った」と述べている。スケジュールは厳しく1日に3曲はリズム録りをしないと間に合わない状態であり、三原は岡野から16ビートのリズムでドラミングを行うよう要請されたが、慣れない演奏法のため四苦八苦であったと語っている。
また遠藤はこれまで自由に歌入れを行ってきたが、岡野からの指示が増えるにつれ上手く歌えなくなり苦悩する場面が多かったという。特に「ライド・オン・タイム」の歌入れは熾烈を極め、遠藤は「思い入れが無いから間違える」とぼやく場面もあったという。

## 音楽性
芸術総合誌『ユリイカ9月臨時増刊号 総特集*遠藤ミチロウ1950-2019』においてライターの行川和彦は、「頑丈な音作りのパンク・ロックが中心」としながらも、遠藤は「当時隆盛のグランジ・ロックを目指した」事を表記している。また制作時にメンバーがグランジに関心がなかった事からバンドは混迷した状態に陥っていた事を指摘した他、「ライド・オン・タイム」に関しては「自爆テロみたいな"解体リメイク"」と表現、「原爆肺」に関しては「ハードな音の反復パンク・ロック」、「インディアン・ムーン」に関しては「叙情性あふれる名曲」と表記した。
また同書にてベッド・インの中尊寺まいは「インディアン・ムーン」に関して、「ハッピー・ヴァレーな歪みを持つギターと、マッドチェスター的なダンスグルーヴを持つこの名曲」と表記し、同曲が90年代以降のサウンドを有している事から遠藤が未来を見据えて音楽制作を行っていたと指摘した。また「ライド・オン・タイム」に関してはブレイクビーツとハードコア・パンクの融合である事や、ヒップホップ的な解釈で演奏されている事を指摘した。
収録曲の「インディアン・ムーン」は遠藤がアリゾナ州を訪れた際のイメージを基に制作されており、遠藤は同地に既視感を覚え原風景のように感じたという。また、歌詞の意味はアリゾナへの帰着だけでなく日本へ帰ろうという意味も含めたダブル・ミ－ニングとなっている。後に遠藤はアリゾナ州は第二の故郷であると発言しており、25周年記念BOX『飢餓々々帰郷』のジャケットにおいてもアリゾナの大地に立つ遠藤の後ろ姿の写真が使用されている。さらに遠藤は死後、アリゾナに埋葬して欲しいとも述べている。

## アートワーク
ジャケットのデザインは、漫画『おぼっちゃまくん』（1986年 - 1994年）の大ヒットで知られ、当時『ゴーマニズム宣言』（1992年 - 1995年）の連載開始から間もない漫画家の小林よしのりが手がけている。当時小林は政治議論などには参加しておらず、論客とは認識されていない時期であった。事の切っ掛けは小林がスターリンのライブに行き、遠藤と意気投合した為に実現した。描かれているのは全裸の遠藤がペニスサックのみを装着し、その周りの人間がずっこけるイラストで、メンバーもこのジャケットを気に入っている。

## ツアー
本作リリース後にライブツアーを開始するも、同年12月14日の原宿RUIDOのライブを以ってバンドは活動休止する。同年のクリスマスにはアリゾナの地で再びライブを開催しようと思っていた遠藤であったが、スターリンは活動休止状態であったために当時男闘呼組に所属していた高橋和也と2人で現地に向かい、アコースティック形式でライブを行う事となった。
その後遠藤はグランジを追求するため翌1993年に入り正式にスターリンを解散する。しかしメンバーが定まらず、友部正人のライブにゲスト参加した事を機にアコースティック形式の面白さに気が付いたため、遠藤はバンドの結成は断念しソロ活動を始める事となった。また、本来はライブを重ねた後にレコードを制作する事を信条とする遠藤は、レコードを売るためにライブを行うというメジャーレーベルの手法に疑問を呈した事もあり、以降はインディーズレーベルで活動する事となった。

## 批評
| 専門評論家によるレビュー | 専門評論家によるレビュー |
| レビュー・スコア         | レビュー・スコア         |
| 出典                     | 評価                     |
| ------------------------ | ------------------------ |
| CDジャーナル             | 肯定的                   |
| ユリイカ                 | 肯定的                   |

- 音楽情報サイト『CDジャーナル』では、スターリンとしては初の外部プロデューサーを起用した作品である事に触れた上で、「音の作りは今までとはまた違った先鋭的なものになり、うねるグルーヴが耳に心地いい」と革新性と音楽性に関して肯定的に評価している[11]。

- 芸術総合誌『ユリイカ9月臨時増刊号 総特集*遠藤ミチロウ1950-2019』においてライターの行川和彦は、プロデューサーを岡野と吉田が担当している事を踏まえた上で「洗練された仕上がり」と肯定的に評価した[7]。またバンドが混迷していた時期ではあったものの、後の遠藤のソロ活動に影響を与えた曲が収録されている事を指摘した[7]。

- 作家のドリアン助川は「インディアン・ムーン」に関して名曲であると発言している。

## 収録曲
| #         | タイトル                               | 作詞         | 作曲         | 時間  |
| --------- | -------------------------------------- | ------------ | ------------ | ----- |
| 1.        | 「モスクワの胃袋」                     | 遠藤ミチロウ | 安達親生     | 3:50  |
| 2.        | 「原爆肺」                             | 遠藤ミチロウ | 斉藤律       | 3:18  |
| 3.        | 「どてかぼちゃ」                       | 遠藤ミチロウ | 安達親生     | 4:21  |
| 4.        | 「マイ・ロスト・デイズ」               | 遠藤ミチロウ | 遠藤ミチロウ | 4:11  |
| 5.        | 「イージー・ラヴ・イージー・ゴー」     | 遠藤ミチロウ | 安達親生     | 5:32  |
| 6.        | 「ベティ・ボム」                       | 遠藤ミチロウ | 安達親生     | 4:55  |
| 7.        | 「美しく死にたいもんだね」             | 遠藤ミチロウ | 安達親生     | 3:28  |
| 8.        | 「鉛の夜」                             | 遠藤ミチロウ | 遠藤ミチロウ | 5:24  |
| 9.        | 「インディアン・ムーン」               | 遠藤ミチロウ | 斉藤律       | 5:21  |
| 10.       | 「永遠」                               | 遠藤ミチロウ | 安達親生     | 3:51  |
| 11.       | 「カブキチョー・ボンデージ」           | 遠藤ミチロウ | 遠藤ミチロウ | 3:24  |
| 12.       | 「ライド・オン・タイム」(RIDE ON TIME) | 山下達郎     | 山下達郎     | 4:24  |
| 合計時間: | 合計時間:                              | 合計時間:    | 合計時間:    | 51:59 |

## スタッフ・クレジット

### スターリン
- 遠藤ミチロウ - ボーカル
- 三原重夫 - ドラムス、ドラムサンプリング（12曲目）
- 斉藤律 - ギター
- 安達親夫 - ベース

### 参加ミュージシャン
- ナポレオン山岸 - エレクトリックギター（12曲目以外）
- 岡野ハジメ - エレクトリックギター&アコースティック・ギター（3,4,7,8,9,12曲目）、キーボード（1,2曲目）、ベース（12曲目）、プロデュース
- 潮崎裕己 - キーボード（8曲目）
- 柴田英隆 - ブルースハープ（6曲目）

### スタッフ
- QUADRAPHONICS - プロデューサー、ミックス・エンジニア、レコーディング・エンジニア
- 片岡俊彦 - ミックス・エンジニア（「ライド・オン・タイム」を除く）、レコーディング・エンジニア
- 渡部和夫 - レコーディング・エンジニア
- 岡野ハジメ - レコーディング・エンジニア（「ライド・オン・タイム」のみ）、写真撮影（背面カバーのみ）
- 房野一洋 - アシスタント・エンジニア
- 堀岡篤徳 - アシスタント・エンジニア
- 今野雅彦 - アシスタント・エンジニア
- 寺田康彦 - マスタリング・エンジニア（アルファスタジオ）
- 小林よしのり - カバー・イラストレーション
- 地引雄一 - 写真撮影
- RICE - デザイン
- 旭浩樹（協同プロモーション） - マネージメント
- 安江水伊那 (BQ) - マネージメント
- 土田真康（アルファレコード） - ディレクター
- 永島智之（協同プロモーション） - エグゼクティブ・プロデューサー
- 秋谷悦弘（アルファレコード） - エグゼクティブ・プロデューサー
- 松原貴志 - スペシャル・サンクス
- 竹中人見 - スペシャル・サンクス
- 柴田英隆 - スペシャル・サンクス
- 松岡郁夫 - スペシャル・サンクス
- ヒップランドミュージック - スペシャル・サンクス
- YAMAHA R&D - スペシャル・サンクス
- アリアプロII - スペシャル・サンクス
- ピーヴィー・エレクトロニクス - スペシャル・サンクス
- S・T・K - スペシャル・サンクス
- FARM - スペシャル・サンクス
- モリダイラ楽器 - スペシャル・サンクス
- K.NUWY - スペシャル・サンクス
- VIBRA - スペシャル・サンクス